# Tragon silaceoides
Tragon silaceoides är en skalbaggsart som beskrevs av Pierre Lepesme 1952. Tragon silaceoides ingår i släktet Tragon och familjen långhorningar.
Artens utbredningsområde är Benin. Inga underarter finns listade i Catalogue of Life.